# 第8号交响曲 (布鲁克纳)

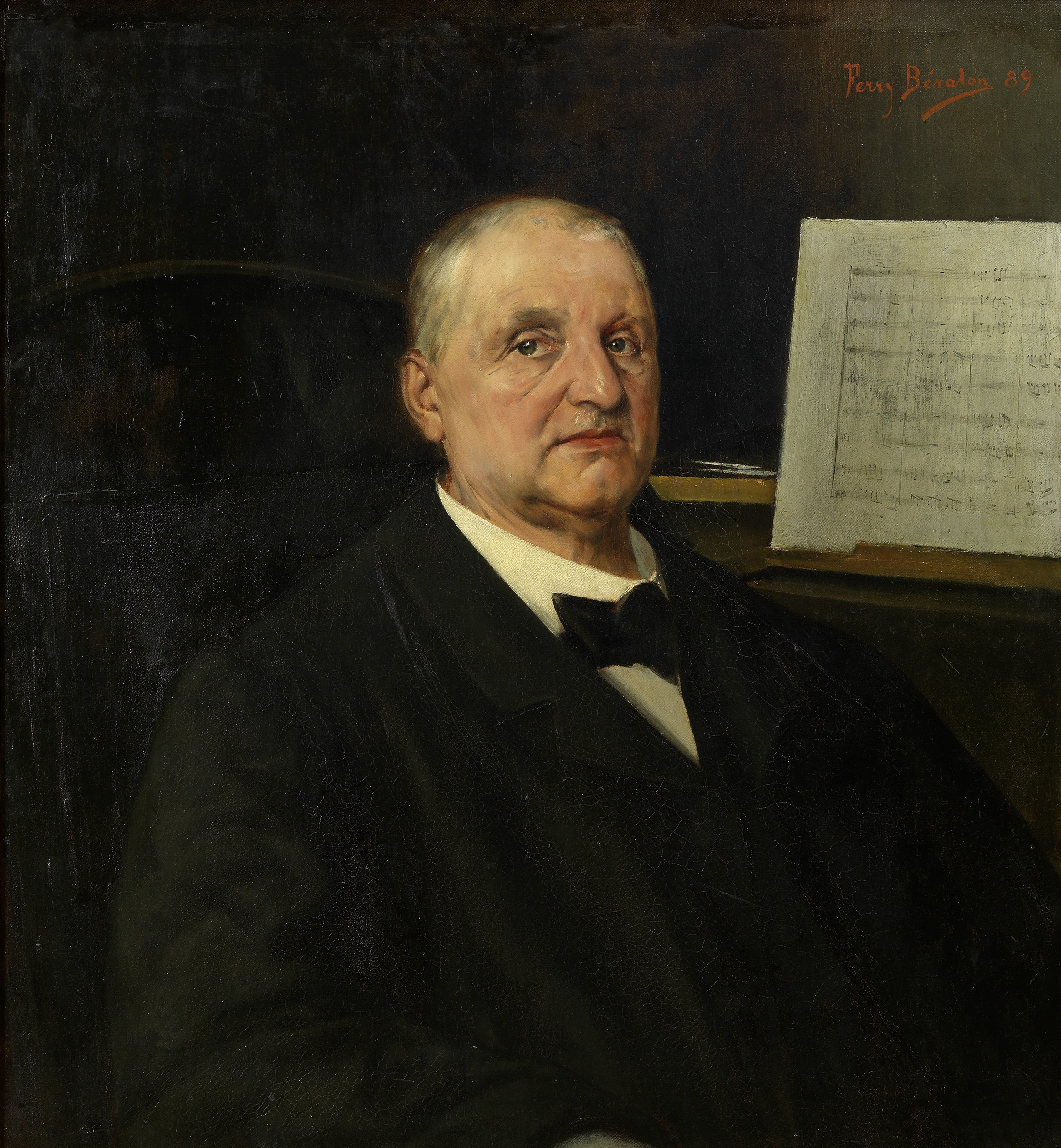
布鲁克纳的布面油畫像，1889年费里·贝拉顿绘

安东·布鲁克纳的C小调第8号交响曲，目錄第108號，是布鲁克纳完成的最后一部交响曲（第9号未完成），题献给弗朗茨·约瑟夫一世。此部作品有1887年版和1890年版两个主要版本。1892年，由汉斯·里希特指挥，在维也纳金色大厅首演。

## 背景

### 创作历程
1884年7月，布鲁克纳开始着手创作第8号交响曲。他当时任教于维也纳大学及维也纳音乐学院，主要在暑假进行创作。次年8月，布鲁克纳已完成全部四个乐章的草稿。而到了1887年4月才完成配器；乐章顺序在此阶段进行过调整。
1887年9月，布鲁克纳将乐谱的副本送给指挥家赫爾曼·列維。列维是他最亲密的合作者之一，他的第7號交響曲在慕尼黑的首次演出便是由列维指挥，那次演出被称为“布鲁克纳所经历的最伟大的胜利”。布鲁克纳事业的其他方面也得到了他的支持，包括贵族的资助和维也纳大学的荣誉博士学位。然而，列维给布鲁克纳的回信中写到：
|  | 我发现不可能以目前的形式演奏第8号。我就是不能把它变成自己的东西！虽然各主题宏伟而直接，但依我看展开却含糊；确实，我认为很难配器……不要失去勇气，再看看你的作品，和你的朋友，和沙尔克讨论一下，也许改写能有所成效。 |

到1888年1月，布鲁克纳已经同意列维的意见，即该部作品再加工会更好。早期的修改位于第一乐章和谐谑曲乐章，在乐谱中表现为铅笔记号。一版独特的柔板乐章——现被称作“中间板柔板”或“1888版柔板”——由德莫特·高尔特（Dermot Gault）和川崎崇伸于2004年编辑发表。此后，布鲁克纳专注于他第4号和第3号交响曲的新版本。他于1889年3月开始创作最后一版的柔板乐章，并于1890年3月完成了整部交响曲的新版本。

### 出版
新版本一完成，作曲家就写信给皇帝弗朗茨·约瑟夫一世，请求允许将交响曲献给他。皇帝接受了布鲁克纳的请求，还提出帮他支付该作品的出版费用。一开始，布鲁克纳未能找到出版商，后来在1890年末，哈斯林格-施莱辛格-利瑙（Haslinger-Schlesinger-Lienau）公司同意了出版。布鲁克纳的同事约瑟夫·沙尔克和马克斯·冯·奥伯莱思纳（Max von Oberleithner）协助了出版：沙尔克准备了要交付印刷的音乐文本，奥伯莱思纳则校正了印样，并提供资金支持。这部交响曲最终于1892年3月出版。它是布鲁克纳唯一一部在首演前出版的交响曲。

### 首演
当1890年修订版完成时，莱维已不在慕尼黑指挥音乐会。因此，他建议由他的门生、曼海姆的宫廷乐长费利克斯·魏因加特纳来指挥这部交响曲的首演。在1891年，曾两度计划由这位年轻指挥家执棒举行首演，但每次魏因加特纳都在最后一刻更换曲目。最后，他告诉布鲁克纳，他无法承担这次演出，因为他即将在柏林歌剧院任新职。然而，魏因加特纳在给列维的信中承认，他无法指挥这部交响曲的真正原因是这部作品太难了，又没有充足的时间排练；特别是乐团中的瓦格纳低音号演奏者经验不足，无法胜任他的部分。
在慕尼黑由列维的演出也因爆发霍乱而取消后，布鲁克纳努力争取在维也纳首演的机会。最后，维也纳爱乐乐团的预订指挥汉斯·里希特同意指挥这部作品。首演于1892年12月18日举行。一些比较保守的观众在乐章间隙离场，但仍有很多布鲁克纳的支持者，包括胡戈·沃尔夫和小约翰·施特劳斯。
知名评论家爱德华·汉斯力克在慢乐章后离场。他的评论将这部交响曲描述为“细节上很有趣，但整体上很奇怪，确实令人生厌。简而言之，这部作品的独特之处在于将瓦格纳的戏剧性风格引入了交响曲”。（本杰明·科斯特维特指出，这比汉斯力克对布鲁克纳之前交响曲的评论还要更正面些。）也有许多来自布鲁克纳的崇拜者们的积极的评价。一位匿名作家将这部交响曲描述为“我们时代的音乐之冠”。胡戈·沃尔夫在给朋友的信中说，这部交响曲是“巨人之作”，“比大师的其他交响曲更有思想深度、更令人敬畏、更伟大”。
这部交响曲进入管弦乐常规曲目的速度缓慢。在布鲁克纳生前只有过两场演出。直到1909年才在美国首演，伦敦首演则要到1929年。

## 分析

### 结构
这部交响曲有四个乐章。演出时长还因使用的乐谱版本而异，但通常为80分钟左右。
1. 中庸的快板
2. 谐谑曲
3. 柔板
4. 终曲

## 版本問題

### 手稿
现存1887年及1890年的两份完整的亲笔手稿。各阶段的一些草稿也留存了下来，数量比布鲁克纳大多数作品都多。可通过草稿看出开场主题的演化，部分谱子显示交响曲开场的模糊调性并不是布鲁克纳一开始所设想的：该旋律本是为了适应C小调的琶音轮廓。终曲的开场没有那么明确，更多的是徘徊在降B大调区域，尽管它暗示了几个调。

#### 1887年稿
这是该部交响曲布鲁克纳的第一稿，但直到1972年才由利奥波德·诺瓦克编辑出版。
这两个版本在管弦乐、和声、声部进行和动机处理方面存在巨大的差异。在某些部分，几乎可以说是两部不同的作品，而不是同一作品的两个版本。
与后一稿的显著差异包括第一乐章大声的结尾和不同调性的慢乐章高潮。此稿也明显比1890年稿更长，使用的乐器也有所不同（最显著的差异是1890年稿在前三个乐章中使用三管而不是双管编制）。1887年稿的双管编制使作品的整体声音更为朴素。一些学者支持这个版本的交响曲。例如，布莱恩·吉列姆（Bryan Gilliam）辩称1890年稿更短更流畅，是对当时爱好勃拉姆斯的资产阶级作出的令人质疑的让步。
在1973年，1887年稿由汉斯-胡贝特·舍恩泽勒指挥为BBC首演，之后，丹尼斯·羅素·戴維斯，弗拉基米尔·费多谢耶夫，伊利亞胡·殷巴爾，格奥尔格·廷特纳，米夏埃尔·吉伦，长野健，西蒙娜·扬，弗朗兹·威尔瑟-莫斯特和法比奧·路易斯都有录制。

#### 中间版本
奥地利国家图书馆存有一份约为1888年的中间版本柔板乐章副本。这版柔板乐章已使用了三管编制，已由德莫特·高尔特（Dermot Gault）和川崎崇伸在2004年编辑发表，并由内藤晃和东京新城市管弦乐团录制。
其他乐章的中间版本则由威廉·卡拉迦编辑，由格尔德·沙勒演出。

#### 1890年稿
德里克·库克和罗伯特·哈斯等学者，认为1890年的修订稿是布鲁克纳同事，如约瑟夫·沙尔克，给他的不安和压力的产物。库克甚至将其称为“布鲁克纳-沙尔克修订版”。针对这一点，利奥波德·诺瓦克指出，在1890年版手稿中并未出现除布鲁克纳本人外的笔迹；根据他的朋友和同事的说法，作曲家抗拒他人干涉。与1887稿相比，乐曲更加饱满、宏大，有着更为精细的纹理，因木管乐器规模增加，木管部分尤为谐调。1890年稿在1955年由诺瓦克编辑出版。

### 出版

#### 第一版（1892年）
这是该交响曲的第一个出版的版本，且是首演使用的版本。它与1890年的手稿相比有一些较小的变化，最值得注意的是终曲中的六小节被剪去，及两小节的重复。这些修改由约瑟夫·沙尔克和马克斯·冯·奥伯莱思纳作出，几乎可以肯定并无作曲家的直接参与，但可能在出版前得到了作曲家的同意。科斯特维特写到：“虽然1892版可能不是‘纯粹的布鲁克纳’——不管那可能是什么——从表面上看布鲁克纳是授权的，因此需要认真对待。”威廉·富特文格勒，汉斯·克纳佩茨布施，约瑟夫·克里普斯，威廉·斯坦伯格，塞尔·乔治，布鲁诺·瓦尔特和野口剛夫均完整录制过1892年版。謝爾蓋·庫塞維茲基也使用过由他大幅删减的此版乐谱，在1947年进行广播演出；这个版本，现已制成光盘，

#### 哈斯“混合”版
罗伯特·哈斯于1939年出版了他编辑的第8号交响曲。他以1890年的手稿为基础，但补充了1887年稿中被更改或省略的段落。布鲁克纳《评注完整版》（Kritische Gesamtausgabe）将其描述为“混合形式”。尽管如此，它仍然是一个受欢迎的版本，也许是该作品最常演出和录制的版本。
哈斯认为，列维的评论对布鲁克纳的艺术信心造成了沉重的打击，甚至导致他“产生了自杀的念头”，不过哈斯对此没有证据。哈斯认为，这导致了布鲁克纳花了三年时间修改第8号交响曲和许多早期作品。这一思路支持着哈斯的编辑方法。哈斯从布鲁克纳的不同版本中提取了他所欣赏的东西，并融入自己的版本。他以传记为由，拒绝了布鲁克纳1890年修订稿的多种特征：它们是一个不相信自己判断的布鲁克纳的想法，因此是非布鲁克纳的。
布鲁克纳（以及哈斯以此所作的编辑）最重要的疏漏是在于作品的柔板和末乐章。此外，哈斯在末乐章插入了八个小节的过渡段落，这来自克雷姆斯明斯特修道院图书馆中的草稿，并丢弃了布鲁克纳自己修订的五小节。科斯特维特称这些干预“超出了学术责任的合理限度”。
尽管哈斯版的学术性值得怀疑，但事实证明它经久不衰：赫伯特·冯·卡拉扬、伯纳德·海廷克和君特·旺德等指挥家在诺瓦克编辑的1890年版出版后仍使用哈斯版，而著名布鲁克纳指挥家格奥尔格·廷特纳曾写道，哈斯版是该交响曲的最佳版本，还认为哈斯很有才华。另一方面，欧根·约胡姆在1949年第一次录音时使用了哈斯的版本，诺瓦克的版本问世后，约胡姆便改用诺瓦克版；而威廉·富特文格勒虽然首次演出使用了哈斯版，但晚年他还是回归到了1892年第一版。
对哈斯版的争议集中在这一事实，即此音乐文本是未经布鲁克纳本人承认的编者之加工。特别是，接过哈斯的布鲁克纳全集主编之职的诺瓦克辩称，几乎没有证据支持哈斯关于布鲁克纳因列维拒绝该作品而心理崩溃的说法。布鲁克纳当时的信件表明，他对列维的判断感到沮丧（认为列维“难以把握事物”）并且心理健康。按照这种观点，布鲁克纳的修订是他对艺术精益求精的体现。因此，诺瓦克不接受哈斯紧紧抓住布鲁克纳亲笔手稿的方法。

#### 诺瓦克的两个版本
如前所述，利奥波德·诺瓦克于1955年编辑出版了1890年稿，于1972年编辑出版了1887年稿。

### 演出差异
在这部交响曲的录音历史上，人们在节奏和乐谱版本的选择上采取了截然不同的方式。
富特文格勒在1944年一次与维也纳爱乐的现场中，使用了修改过的哈斯版。
1944年9月29日，柏林普鲁士国家乐团与卡拉扬录制了后三乐章，其中末乐章做了实验性的立体声录音。在其诠释中，卡拉扬保持着严格的拍子，相反“1940年代的录音……这个部分（在末乐章第三主题组的重现中）通常呈现为大加速－减速，速度增加有20%之多”，而卡拉扬的录音“是一个值得注意的例外”。
该曲的首个完整商业录音由欧根·约胡姆和汉堡国家爱乐乐团在1949年为DG录制。约胡姆之后又于1964年在录音室与柏林爱乐乐团为DG录制，1976年与德累斯顿国家管弦乐团为EMI录制，后几次均使用诺瓦克1890年版乐谱。卡尔·伯姆在1976年与维也纳爱乐在录音室为DG录制的版本使用了诺瓦克1890年版乐谱，但在终乐章加入一段哈斯版。
在20世纪的最后20年里，录音倾向于“设立一个更广泛的基本节奏，……避免戏剧性的节奏波动——尤其是加速——并且非常重视饱满的音色、精确的合奏和纹理的清晰度。”
通常，这部作品演出需要80分钟，也有演出长达103分钟。卡拉扬和君特·旺德，如前所述，都多次使用哈斯版录音。在伊利亞胡·殷巴爾首次录制1887稿之后，也有其他指挥家效仿。朝比奈隆还录制哈斯版与诺瓦克版的节选的有唱片来比较这两个版本。

## 錄音節選
- 皮埃尔·布莱兹指揮維也納愛樂樂團，1996年（布魯克納逝世百週年音樂會）

## 軼事及其他
- 这部交响曲有时被称为《启示》（The Apocalyptic），但该别称并不是作曲家本人所取。[39]

- 在一项由《BBC音乐杂志》组织指挥家作出的评选中，该作品在有史以来最伟大的交响曲中排第13位。[40]